# La Poterie de la montagne

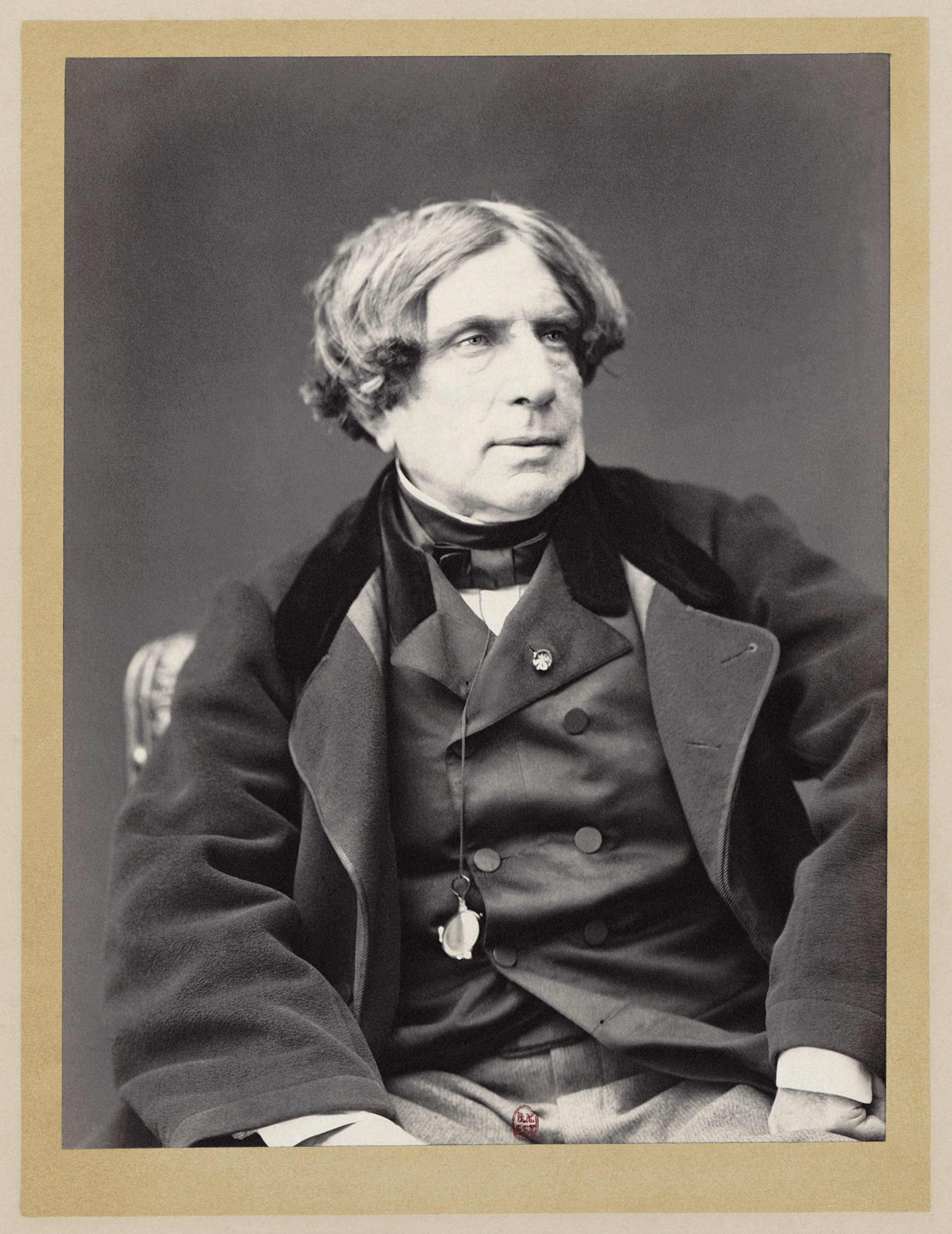
Félix Duban, architecte de la Poterie de la Montagne.

La Poterie de la montagne est une entreprise industrielle française du XIXe siècle située à Saint-Honoré-les-Bains (Nièvre). Elle fut construite dans sa configuration actuelle à la demande du marquis Antoine Théodore Viel de Lunas d'Espeuilles de 1844 à 1847. En 1834, une première poterie fut créée par le même marquis qui avait fait venir les frères Meyer de Suisse. Ayant pour activité la fabrication de céramiques très diverses, elle cesse son activité en 1926.
Elle est inscrite puis classée au titre des monuments historiques en 1995 et 1997.

## Historique

### Les origines
Le nom du village de Saint-Honoré-les-Bains évoque le thermalisme, qui ne saurait faire oublier l'artisanat de la céramique qui remonte ici à la plus haute antiquité.
Les Romains installés dans la région construisent les thermes. Pour cela, ils construisent deux bassins de réceptions des sources, adossés à la butte des Garennes. Le bassin supérieur recevant les eaux de la Crevasse, et le bassin inférieur recevant les eaux des Romains et de la Marquise. Revêtus de marbre, et équipés de colonnettes d'hypocaustes dans le sous-sol des thermes romains. En aval, un bassin plus petit était revêtu de mosaïque (scaïole) et un impluvium protégeait les bassins des eaux froides ruisselant du rocher.
Les monnaies qui furent retrouvées sur place, lors des fouilles du XIXe siècle, permettent de dire que les thermes étaient fréquentés à l'époque de Tibère à Valentinien Ier, soit de 14 av-J-C à 375 de notre ère.
La construction de thermes nécessitant des tuiles, des briques, et des conduits, il est plus que probable qu'il y avait un four dans la proximité immédiate des thermes. Une quantité de tessons de terre cuite, grès, sigillées, ainsi qu'un moule d'époque gallo-romaine, confirme cette présence, bien que le four ne soit pas localisé à ce jour. Une terre cuite, dite La Toilette de Vénus, y fut découverte à cette occasion. Un four gallo-romain fut découvert au lieu-dit Champ-Robert.

### Choix du lieu
Pour réaliser de la poterie, il est nécessaire d'avoir : eau, terre, feu (bois), des voies de communication, pour la commercialisation. Ici, tous ces éléments se trouvent réunis : le ruisseau du Désert fut canalisé par une rigole, à partir du pont du Désert où arrivent deux ruisseaux venant de la Queuldre et du Carry. Un système de vannes permettait de laisser libre cours à l'eau vers l'étang de Seu ou de la diriger par la rigole vers la poterie.
Les sous-sol de la région produisent de l'argile : l'étang Chaillot, le Vigneron, et l'on faisait venir de Montambert, à proximité de Fours, à 20 kilomètres au Sud-Ouest, de l'argile blanche réfractaire : Buisson du Pré, Trou du Bois, Bois Guillaume, le Pré de l'Écluse.
Les propriétaires possédant d'immenses forêts, l'approvisionnement en bois ne posait aucune difficulté pour fournir bois de moulée, charbonnette et fagots.
Les Mayer font les premiers essais de grès en 1820, des poteries utilitaires en recourant à l'émail brun.
L'ouverture du canal du Nivernais en 1843, et de la ligne de chemin de fer le 24 juin 1878 sur Vandenesse, et plus tard avec des prolongements en 1884 et 1889, ainsi qu'un service de voitures directes entre les deux guerres, permirent à la poterie de recevoir les matières premières et de procéder aux expéditions de façon plus rapide.
La poterie connaîtra son plein essor entre 1860 et 1914.

## Description des bâtiments
Les bâtiments encore visibles font l'objet d'un classement par arrêté du 17 juillet 1997. Ils datent de 1844 à 1854 et furent réalisés pour un coût de 55 576,84 francs. Situés en contrebas du château de la Montagne, ils bordent la route D 985, allant de Saint-Honoré en direction de Luzy.

### Le bâtiment principal
En forme de fanum, il comporte quatre étages et renferme deux fours dont un s'élevant sur deux niveaux pour la cuisson des grès et les terres cuites, le second pour les grès au sel (ils ont un volume d'environ 24 mètres cubes chacun). Un autre four, couché celui-ci, d'environ trente mètres cubes, se trouve presque à l'entrée du bâtiment principal. C'est une réalisation de l'architecte Félix Duban.
Sur tous les étages, autour des fours, se trouvent les différents ateliers, avec tout en haut un espace destiné au séchage. Les magasins sont situés au rez-de-chaussée, et les salles de travail des potiers au premier étage. Les tours étaient reliés par des systèmes de poulies et de courroies à une grande roue actionnée par des enfants.

#### Les ateliers de tournage
Situés de chaque côté des fours, au premier étage de ce bâtiment principal, se trouvaient deux ateliers de tournage. Les tours étaient installés devant les fenêtres, dans deux grandes pièces équipées d'un grand poêle en fonte. Pour battre la pâte, les tables entre les tours sont scellées au mur.
Sur le mur opposé et sur toute la longueur de l'atelier sont fixées des étagères. Une porte à double battant séparait l'atelier du premier étage du four globe où étaient cuits les biscuits de faïence. En 1861, il y avait huit tours et huit tourneurs. Le musée du Costume de Château-Chinon présente un atelier de potier reconstitué avec un tour provenant de la Poterie de La Montagne.

#### Les fours
Tous les fours étaient alimentés au bois.

##### Le four rond à grès
Il est à flammes directes avec globe voûté. C'est un four intermittent, composé de quatre parties essentielles : les alandiers, le laboratoire, le globe et la cheminée. Le diamètre intérieur du four est de 3,20 mètres pour une hauteur de 3 mètres.
- les alandiers : au nombre de quatre, ce sont des coffres réalisés en briques réfractaires, avec fosse et dessus une grille recevant le bois destiné à chauffer le four. Les flammes et les fumées sortent des alandiers par une ouverture en direction de la voûte du laboratoire, puis par les conduits rejoignent le globe et montent en direction de la cheminée ;

- le laboratoire : à l'intérieur des « gazettes » (boîtes cylindriques en terre réfractaire qui protègent les pièces des flammes directes) empilées se trouvent les pièces à cuire. L'entrée du four est ensuite murée, puis démolie en fin de cuisson, lors du « décastage » (défournement). La température s'élève dans cet endroit à environ 1 300 °C;

- le globe : c'est un second four superposé au premier. La cuisson s'effectue par la récupération de la chaleur perdue du laboratoire, la température s'y élève à 1 000 °C environ. On y réalise la cuisson du biscuit de faïence et dégourdi de grès ;

- la cheminée : plantée à l'extrémité du globe, elle s'élève assez haut au-dessus du toit. Cette partie est tombée dans le four.

##### Le four rond à sel
C'est un four à flamme directe et à globe perdu, avec quatre alandiers hauts. Des plaques sont calées à l'intérieur du globe salé. On jette le sel dans les alandiers, en fin de cuisson, quand la température atteint environ 1 280°. Le refroidissement dure plusieurs jours avant le décastage.

##### La cuisson
On distingue trois périodes :
- l'allumage du four : oxydation ;
- le four atteint 1000 degrés : réduction ;
- le refroidissement du four pendant plusieurs jours.

### La maison des directeurs
Située au sud du bâtiment principal, ce bâtiment fut démoli vers 1960. Il fut occupé par Madame Jollivet de 1908 à 1921, y compris pendant la fermeture de l'usine entre 1915 et 1921.

### Le four couché
Situé à l'ouest de la maison des directeurs dans l'axe de l'entrée du bâtiment principal, il a une capacité de 30 m3. Toujours existant, il est en mauvais état avec des éboulements à chaque extrémité. La toiture en tuiles voit pousser des arbres qui atteignent les 10 mètres, sur une voûte de 40 cm d'épaisseur et une pente à 16 %. Ce type de four fut abandonné.

### Le hangar à bois
Il est situé à l'ouest du bâtiment principal.

### L'ancien lavoir
Il se trouve à côté du hangar à bois.

### Le magasin de vente des grosses pièces
Ce bâtiment est aujourd'hui démoli. Il était situé à l'ouest du bâtiment principal, dans le prolongement de l'ancien lavoir et de l'ancien bâtiment conventuel. Il y avait, séparée, une boutique pour la vente de détail aux particuliers.

### L'aire de stockage des terres
Au nord du bâtiment principal, derrière le bâtiment conventuel, se trouvait une grande surface ou étaient déposées les terres. Cette partie est toujours visible.

### La citerne
Elle est placée dans le prolongement de l'aire de stockage des terres qu'elle séparait des bacs servant pour la préparation des terres.

### Le malaxeur
Situé entre la citerne et les bacs de préparation, dans le prolongement de ceux-ci en direction de l'est, le malaxeur est abrité par un petit hangar aux proportions harmonieuses. Il était actionné par deux hommes.

### Les bacs à terre
Jouxtant le malaxeur, cinq bassins de décantations recevant les mélanges de terre sont répartis sur deux rangées, la première de trois bacs au bord du malaxeur et, dans la seconde, deux bassins. De longs rayonnages extérieurs, aujourd'hui disparus, recevaient les coques de plâtre remplies de barbotine pour raffermissement (phénomène de filtration). Puis la pâte était entreposée en cave pour le processus de vieillissement (environ 13 m3 de pâte d'avance).

### Les séchoirs
Une partie des séchoirs était située dans le prolongement des bacs à terre en direction de l'est, au-delà de l'ancien chemin menant à la poterie (aujourd'hui disparus). Les autres séchoirs étaient plus au sud, au-dessus de la cave à terre. La pâte était finalement homogénéisée et désaérée par un battage sur une petite table scellée au mur à côté de chaque tour de potier.

### La cave à terre
Dans le prolongement des bacs à terre, en direction du sud, la cave à terre était recouverte d'un toit qui permettait également le séchage dans la partie haute. À son extrémité est, ce bâtiment avait un retour d'angle remontant vers le nord qui abritait le puits de pompage de l'arrivée souterraine de la rigole du Désert.

### La faïencerie
La faïencerie date de 1908, elle est la décision de Louis Jollivet. Implantée à l'est et face au bâtiment principal de la poterie, elle comporte deux fours à moufles servant à la cuisson de la faïence stannifère et de la faïence en relief : sur cru en grand feu, sur émail cuit en grand feu et à la cuisson grand feu sur émail cuit. Le chemin de croix de l'église de Saint-Honoré réalisé ici laisse à penser qu'il s'agit d'un décor de grand feu, mais peint sur émail cuit.

### Le parc
Le parc ainsi que les terrasses, les murs, les bassins, la maison de poupée, les parterres et allées d'arbres, les façades et toitures de l'ancien bâtiment de la tuilerie sont inscrits au titre des monuments historiques depuis le 14 octobre 2002.

## La production
La plus grande partie de la production était réalisée par les potiers sur leurs tours. L'estampage était également pratiqué : assiettes, plats, grandes vasques dont les moules sont à sous-pièces, grands vases, fontaines, etc. ; le pressage manuel, réalisé avec des moules en plâtre de petite taille, en deux parties avec dégorgeoir pour obtenir de petites pièces, des anses, pieds destinés à greffer sur jardinière, coupes, cache-pot, etc. Bien que l'on parle de porcelaine de Saint-Honoré, il ne semble pas y avoir trace d'atelier de coulage.
Cette poterie recouvre en fait une activité de manufacture de céramique. Sa production était très variée :
- Terres cuites : tuyaux, carreaux, tuiles, briques, drains ;
- Terres vernissées : utilitaires, service de la cuisine et de la table ;
- Faïences communes utilitaires ou décoratives ;
- Faïences en relief décoratives ;
- Faïences stannifères décoratives ou utilitaires ;
- Grès naturels et au sel : utilitaires, décoratifs, architecturaux. Pour les grès communs, la couverte utilisée est la cendre alcaline ; les grès au sel par projection de sel marin dans les alandiers en fin de cuisson, le sel se volatilisant, se combine avec la silice pour donner un silicate. On est donc en présence d'une couverture salino-terreuse. Pour une cuisson de 20 m3, il faut compter environ 240 kg de sel et 60 heures de cuisson (mono-cuisson) ;
- Trace de décor sur porcelaine en petit feu ;
- Émail stannifère : au dire des anciens du village, l'émail était fabriqué à la poterie ;
- Faïences émaillées flammées : de grands vases de plus de 60 cm de haut, fabriqués par estampage en terre rouge, sont émaillés en teintes unies ou avec des flammes semblables aux grès ;
- Faïences stannifères : nées au Moyen-Orient à la fin du VIIIe siècle, elles apparaissent en Italie à la Renaissance. Elles sont fabriquées à partir d'un support semblable aux terres cuites : argile ferrugineuse, marnes, sables (pâtes silico-calcaires), elles reçoivent un revêtement stannifère, c'est-à-dire un émail opacifié par l'oxyde d'étain. Ce revêtement pulvérulent (émail cru) cache la coloration rouge de la pâte, permet la pose du décor et supprime la porosité du support. C'est une faïence de grand feu, l'émail et les couleurs cuisent à la même température, ce décor devient inaltérable. La technique des faïences stannifères permet le fondu des couleurs et une profondeur particulière du décor. On notera qu'à Saint-Honoré-les-Bains on utilisa en plus la technique du décor peint sur l'émail cuit, technique permettant plus de finesse dans le décor, mais toujours selon la technique du grand feu, ce qui nécessite trois cuissons :
  - Une première cuisson du support (biscuit) à une température comprise entre 950 et 1 000 °C ;
  - Une cuisson de l'émail à environ 960 °C ;
  - Enfin la cuisson du décor à la même température de 960 °C ;
- Faïences en relief : ici, elles furent toujours réalisées par estampage, même si ce sont des pièces de formes de révolution. La pâte est blanche, tirant sur le crème. Les pièces sont moulées avec le relief en dépouille, ce qui permet l'extraction du moule sans arrachage. Séparément est effectué le surmoulage des parties en relief importantes : serpents, haricots, fruits, feuilles, etc. dans des moules différents. La barbotine fut utilisée pour l'assemblage des pièces. Ce collage se fait en cru vert, raison pour laquelle on les nomme barbotines. L'application de la couleur sur le relief et le fond est faite au pinceau, puis passage de la glaçure avant cuisson ;
- Céramiques thermales : on réalisa à la Poterie de la Montagne des cuvettes de soins en faïences stannifères, vasques, lavabos, entourages de miroirs pour les salles de bain en grès bru, des consoles, grès et terres cuites, des dauphins en faïence, des gargouilles en grès ;
- Céramiques religieuses. En faïences stannifères : un chemin de croix, les fonts baptismaux de Saint-Honoré-les-Bains et des plaques funéraires y furent produites. En terres cuites : une vierge, des santons ;
- Céramiques zoomorphes : des animaux étaient représentés en terre cuite, comme des chiens ou des moutons en grandeur nature et des modèles réduits.

## Les fournisseurs
- L'Hospied et Cie, Golfe Juan
- Harrisson et Son, Angleterre
- Poulenc frère, Lyon

## La diffusion commerciale
Sur place existaient plusieurs boutiques, une dans le parc thermal, tenue de 1908 à 1914 par Madame Jollivet, ainsi qu'un magasin de vente au détail pour les particuliers et un magasin de vente en gros sur le lieu de production. La diffusion était également assurée par un magasin de vente à Nevers (no 11 rue de Paris), un autre à Paris, ainsi qu'en Angleterre. La Poterie de la Montagne fournissait les particuliers comme industriels, dont les thermes de Saint-Honoré-les-Bains ou les établissements des Thermes Callou à Vichy.
Des catalogues et des séries de cartes postales furent édités pour assurer la publicité des productions de grès de Louis Martin au début du XXe siècle .

## Les employés
En 1861, la poterie emploie environ trente-six ouvriers. Douze potiers sont répartis en deux ateliers : huit tourneurs et quatre estampeurs. Deux contremaîtres : Thomas et Duche. Deux chauffeurs de fours : Les Thomas. Cinq préparateurs de pâtes, gâcheurs, moulineurs, marcheurs et quinze manœuvres,.

### Les directeurs et les contremaîtres
- 1820 : essais de grès des frères Mayer ;
- 1840 : début de la construction de la poterie ;
- vers 1842-1856 : Antoine Duché, né le 11 avril 1806 à Paris, dit le Père, directeur et contremaître. Il fut faïencier, fabricant de poterie au Petit-Massé à Nevers avant de rejoindre la Poterie de la Montagne, puis Clamecy en 1871 ;
- 1857-1858 : Charles Frédéric Fischer, directeur ;
- 1861 : Pierre Thomas, contremaître ;
- 1861 : Antoine Duché, dit le Père, contremaître ;
- 1859-1862 : Charles Mayer, directeur ; Thomas ét Duché, contremaîtres en 1861 ;
- 1863-1865 : Antoine Eugène Léon Boyer, directeur, petit-fils d'un juge de Paix, il est le fils de J-B; Pierre et de Marie Anne Jarry, né le 22 juillet 1823 à Valençay et mort le 26 juin 1907 à Saint-Honoré-les-Bains ;
- 1865-1867 : Pierre Seguin, également contremaître, c'est lui qui lance les faïences en reliefs, batraciens, reptiles, lézards sur terrasse, début des faïences colorées ;
- 1865-1870 : Philippe Thomas, contremaître ;
- 1868-1870 : François Chaussivert, directeur, d'abord potier au Petit-Massé à Nevers, puis devient directeur de la poterie. Il obtient une médaille de bronze à l'Exposition des beaux-arts de Nevers en 1863 ;
- 1871-1895 : Pierre Seguin, directeur ;
- 1895-1890 : Edmond Burlin, contremaître, fils de Marc Eugène Burlin et de Simone dite Marie Thomas. Il est né à Saint-Honoré-les-Bains le 19 avril 1876 et meurt au même lieu le 8 septembre 1900. Il fut aquarelliste et décorateur chez Trousseau & Cie à Nevers, puis ouvrira un petit atelier rue Jacques Poulet à Saint-Honoré-les-Bains avant de devenir contremaître à la poterie. Il avait épousé Marie Gauthé le 5 octobre 1897 ;
- 1895-1908 : Eugène Burlin, né à Saint-Germain-sur-l'Aubois le 14 octobre 1851, fils de Jean et d'Adèle Pénault. Il est marié en premières noces avec Marie Thomas le 1er août 1874 à Saint-Honoré-les-Bains, et en secondes noces avec Marie Surgis le 8 novembre 1883 à Nevers. Son père était peintre en bâtiment et plâtrier. Il débute comme manœuvre, tourneur et peintre en faïence chez Antoine Montagnon, puis chez Trousseau & Cie. Il deviendra décorateur puis directeur de la poterie ;
- 1901-1908 : Marie Burlin, née Gauthé le 2 mars 1876 à Sémelay de Nicolas et Marie Perraudin, elle épouse Edmond Burlin le 5 octobre 1897 à Saint-Honoré-les-Bains. Elle est contremaîtresse à la poterie. Veuve en 1900, elle tient une boutique de faïence en ville et meurt à Saint-Honoré-les-Bains le 13 octobre 1949 ;
- 1908-1914 : Louis Jollivet, directeur ;
- 1916-1926 :  Louis Martin, directeur. Production de grès. Fils de Pierre et de Claudine Daguin, il est né à Saint-Honoré-les-Bains le 17 décembre 1888 et mort à Belleville-sur-Saône le 25 octobre 1942. Il débute comme potier avant de devenir directeur. Sa marque « L M » (souvent en creux) est quelquefois associée à Saint-Honoré-les-Bains. Il était l'époux de Maria Charrin.

Les directeurs sont souvent contremaître d'un atelier et souvent régisseurs des terres de la Poterie de la Montagne. Eugène Boyer fut directeur, régisseur de la poterie et maire de Saint-Honoré-les-Bains. André Fulgence (né vers 1878) fut régisseur de la Poterie de la Montagne, fermée pendant la Première Guerre mondiale.

### Les artistes, les céramistes et les peintres
- Edmond Burlin (1876-1900) ;
- Marie  Burlin (1876-1949) ;
- Duché père et fils ;
- 1857-1858 : Charles Frédéric Fischer, né à Strasbourg en 1822, il est mort le 26 octobre 1882 à Oloron-Sainte-Marie. Il avait épousé Marie Laborde dite Sévignac. C'était un artiste peintre en faïence céramiste qui fut directeur  de la poterie ;
- Marie Burlin-Gauthé ;
- Ernest Jolivet, peintre en faïence, fils de Jean et Marie Clément, né à Nevers le 4 septembre 1881
- Jolivet France, potier, décorateur sur faïence, il est le fils de Jean et Marie Clément, né le 8 juillet 1871 à La Fermeté et mort après 1922. En 1896, il est en ménage avec Lucie Deville, une artiste lyrique, et loge chez Laurent Thierry, un ébéniste nivernois, au no 12 rue de Nièvre. Il fut marié à Nevers le  5 avril 1899 avec Augustine Françoise Taureau, fille d'un mouleur en faïence. Leur fils Georges meurt en bas âge chez ses grands-parents maternels. Le couple divorça ;
- Louis Jollivet ;
- Seguin.

### Les potiers, marcheurs, moulineurs, gâcheur, magasinier et manœuvres
- Louis Balloux, né à Saint-Honoré-les-Bains le 19 septembre 1884, mort en décembre 1914, mouleur, ouvrier potier à la poterie de 1900 à 1910, puis à Neuvy. Il épouse Jeanne Menin le 6 octobre 1908 à Saint-Honoré-les-Bains. Compagnon de travail de Louis Jollivet, il meurt au champ d'honneur en décembre 1914 ;
- Bernard, manœuvre (1861) ;
- Claudine Berthier, manœuvre (1861) ;
- Léonard Berthier, époux de Louise Bonnerot, potier demeurant à Seu, il est né vers 1847 ;
- Berthier, manœuvre (1861) ;
- Aurélien Louis Élie Bonnerot, ouvrier tuilier, né à Paris le 20 décembre 1873. Il épouse Berthe Françoise Marceau à Saint-Honoré-les-Bains le 21 juin 1890 ;
- Jean Bouillard, ouvrier potier, né vers 1840 ;
- Jean Bouillot, tourneur en poterie en 1861, il habite à Tussy puis à Cluze-Bardenne, né à Saint-Honoré-les-Bains le 21 septembre 1840, mort dans la même ville le 29 novembre 1923. Marié deux fois à Saint-Honoré-les-Bains : d'abord avec Françoise Léger le 25 novembre 1869 et ensuite avec Pierrette Cottin le 10 janvier 1886 ;
- Marie Bouillot, potière (1861) ;
- Boulanger, né vers 1851, marcheur en 1861, potier en 1884, demeure à Seu ;
- Bourgoing, manœuvre (1861) ;
- Bruandet, manœuvre (1861) ;
- François Bruandet, fils de Jean Bruandet et de Pierrette Martin, né et mort à Saint-Honoré-les-Bains les 8 novembre 1837 et après 1910. Il épouse Philippine Robertine à Saint-Honoré-les-Bains le 4 octobre 1890 ;
- Philippine Bruandet, née Robertine, manœuvre en poterie, née en avril 1868 à Paris. Elle suivra son mari à Myennes ;
- Henriette Félicie Burlin, née le 21 avril 1886 à Nevers, manœuvre, épouse de Antoine Moreau
- Jean Courault (1809-1853), fils de Pierre et de Dominique Bonnadot, il épouse Lazarette Courault, il est tuilier. Meurt le 7 février 1853 ;
- Daguin, marcheur, manœuvre (1861) ;
- Jean Duché, dit le Fils, potier en 1861, fils d'Antoine Duché et Marie Repiquet, né le 29 août 1831 à Autun, il épouse Anne-Marie Lambert le 16 janvier 1856. Il fut fabricant de poterie au Petit-Massé à Nevers et à Clamecy en 1870, son fils Camille est mort en mai 1864 à Saint-Honoré-les-Bains. Il est le petit-fils de Michel Jean (né vers 1770) et de Marie Jeanne Catherine Queux, faïencier au no 46 rue de la Roquette à Paris, lui-même fils de Michel Mammès Duché époux de Marie-Anne Rousseau, modeleur en faïence chez Charles Symphorien Jacques à Bourg-la-Reine ;
- Durand, potier (1861) ;
- Dussolié, potier (1861) ;
- Bernard Duvernoy, venant de Sardaigne, il s'associe à Claude Raynal pour une courte période dans les années 1960 à Saint-Honoré-les-Bains, après un passage au lycée Longchamp (Côte-d'Or) ;
- Jean-Baptiste Gaby, né le 3 février 1822 à Nevers, il est le fils d'Alexandre Benoît et de Claudine Lavache. Il épouse Catherine Augustine Devaucoux à Saint-Honoré-les-Bains le 16 février 1857, il est potier au Petit-Massé, puis tourneur en poterie à la Poterie de la Montagne, puis à Clamecy. Il demeure à Paris en 1885 ;
- Alexandre Henri Gaby, vers 1885, né à Clamecy le 26 octobre 1862 de Jean-Baptiste Gaby et de Catherine Augustine Devaucoux. Il épouse Jeanne Boulot à Saint-Honoré-les-Bains le 20 décembre 1885. Il est tourneur-potier et demeure à Tussy. Il devient ensuite chef de fabrication chez Hiver à Nevers. Il demeurait alors au no 3 rue de la Rotonde en 1891, puis au no 12 cour Goguin en 1902 ;
- Jean Gauthé, fils de Jean Gauthé et de Jeanne Magnien, il est né le 5 avril 1844 à Saint-Honoré-les-Bains et épouse Eugènie Perraudin au même lieu le 31 janvier 1874. Il est tuilier à la poterie ;
- Alexis François Gendras, fils de François Gendras et de Françoise Michaux, né à Saint-Honoré-les-Bains le 17 juillet 1866, il épouse Pauline Claudine Duplessis en premières noces le 23 octobre 1890, puis Marie Alexandrine Garlet en secondes noces le 9 juin 1892 à Arquian ;
- Jean-François Laurent Gendras, fils de François Gendras et de Françoise Michot, né et mort à Saint-Honoré-les-Bains les 10 août 1851 et 23 septembre 1913, il est potier et fut l'époux de Louise Courault ;
- Gobillot, manœuvre, (1861) ;
- Pierre Grand, moulineur, (1861) ;
- Lazarette Guin, moulineuse (1861) ;
- Martin Jean, potier (1861) ;
- Émile Laudet, potier ou manœuvre, (1861) ;
- Gustave Laudet, manœuvre (1861) ;
- Jean-Marie Laudet, né à Saint-Honoré-les-Bains le 21 mai 1841, de Jean Laudet et Jeanne Guillaumot, il est potier et épouse Marie Victoire Bonnot au même lieu le 16 février 1863 ;
- Joseph Laudet, manœuvre (1861) ;
- Victor Laudet, potier, (1861) ;
- Joseph Lemoine, né à Villapourçon le 28 juin 1862 de Joseph  Lemoine et Henriette Martin, il est ouvrier tuilier et demeure à l'Hâte. Il épouse Lazarette Morlet le 17 novembre 1887 à Saint-Honoré-les-Bains ;
- Jacques Letourneur, né vers 1824, tuilier en 1851, demeure au Mont ;
- Jean Letourneur, fils d'Antoine Letourneur et de Jeanne Gaudras, il est né à Saint-Honoré-les-Bains le 21 décembre 1820, tuilier, il demeure au Mont. Il épouse Claudine Coureault à Saint-Honoré-les-Bains le 23 octobre 1848 ;
- Louis Levau, né vers 1832, époux de Félicité Guilleminet, potier en 1868 ;
- Henri Loget (ou Loger, ou Logé), né à Moulins-Engilbert le 1er avril 1883, mort dans la même ville le 21 avril 1922, fils de Jean Loget et Amélie Perceau, il est ouvrier potier ;
- Loreau, manœuvre (1861) ;
- Léonard Loriot, né vers 1841, fils de Jean Loriot et Françoise Letourneur, il est l'époux de Claudine Courault. Il meurt à Saint-Honoré-les-Bains le 1er mars 1873 ;
- Marsault, manœuvre (1861) ;
- Antoine Martin, fils de Pierre Martin et de Claudine Daguin, il est né à Saint-Honoré-les-Bains le 14 juillet 1896 et épouse Eugénie Renaud au même lieu le 22 novembre 1919. Il est potier ;
- Jean Martin, potier, demeurant à Tussy, fils de Simon Martin et de Jeanne Perraudin, né le 1er avril 1842 à Saint-Honoré-les-Bains et marié à veuve Pierrette Bourgoin le 8 juillet 1873 à Saint-Honoré-les-Bains ;
- Jean Martin, potier (1861), fils d'Antoine Martin et de Pierrette Pierret, il est né à Saint-Honoré-les-Bains le 25 juin 1845 et épouse au même lieu Victorine Philomène Gorjux le 24 janvier 1874. Ils reconnaissent avoir trois enfants nés à Lyon avant leur mariage ;
- Pierre Martin, manœuvre gâcheur (1861), demeurant au Seu. Fils de Léonard Martin et de Pierrette Martin. Il est mort après 1918 ;
- Pierre Martin, fils de Léonard Martin et de Pierrette Bourguoin, né le 7 août 1862 à Saint-Honoré-les-Bains et mort dans la même ville le 13 août 1953, il est potier et tourneur, marié à Saint-Honoré-les-Bains le 29 avril 1885 avec Claudine Daguin ;
- Louis Martin, potier puis directeur ;
- Étienne Morlet, potier (1861) ;
- Antoine Perceau, gâcheur (1861) ;
- Pierre Perceau, manœuvre (1861) ;
- Peta, magasinier (1861) ;
- Regnier, chauffeur, (1861) ;
- Seguin, potier (1861) ;
- Simon, manœuvre (1861) ;
- Tholle, potier (1861) ;
- Gabriel Thomas, mouleur (1861) ;
- Vadrot, marcheur (1861) ;
- France Jollivet (1900-1914).

## Signatures et marques
- E. B.
- St HONORE B. G. les BAINS. (Burlin-Gauthé)
- St HONORÉ. L.M.
- J.L St HONORE LES BAINS N
- St HONORÉ (une bouteille) les BAINS[11]
- L M (souvent en creux) pour Louis Martin, marque quelquefois associé à SAINT-HONORE-LES-BAINS.

## Œuvres dans les collections publiques
- Maux, église Saint-Michel de Maux : Vase à fleurs , faïence peinte, décor en relief, cols en partie brisés. 13 × 5 cm ;
- Nevers, musée municipal Frédéric Blandin :
  - Écritoire, grès céramique, glaçure brune, muni de deux tiroirs destinés à recevoir l'encre, décor de feuilles en relief, corolle de fleurs en relief, volutes sur la partie supérieure. Deux encriers dans la partie supérieure. Il repose sur huit pieds en forme de volutes. 11 × 23 × 21 cm ;
  - Vase à anses à décor végétal, terre cuite à glaçure plombifère, décor branches de haricot. 36.5 × 23 cm;
  - Encrier perdrix, 1860, terre cuite vernissée, décor à grand feu, barbotine. 15,3 × 13 × 18 cm;
- Nolay, église Notre-Dame de l'Assomption : Paire de vases à ornementation végétale, 1908-1915, faïence blanche peinte, décor à petit-feu ;
- Préporché, église Saint-Pierre :
  - Vase à fleurs, poterie grésée, glaçure brune et bleue. 21 × 17 cm ;
  - Vase à fleurs  poterie grésée, glaçure bleue grise. 21.5 × 22 cm ;
- Romans-sur-Isère, musée international de la Chaussure : Botte  à décor floral, nœud en relief, 1908-1915, 100 ×  80 × 58 cm ;
- Saint-Honoré-les-Bains, église Saint-Loup : Fonts baptismaux, pieds et cuve en pierre, cuvette en faïence à décor polychrome, ornementation d'angelot, agneau mystique, croix, ornementation végétale.

## Exposition
- Du 7 avril au 11 novembre 2012 : Arnay-le-Duc, Maison régionale des arts de la table dans les anciens hospices Saint-Pierre, Barbotines, Majoliques, Trompe-l'œil… Dans le sillon de Bernard Palissy.